# Sawa Hrycuniak
Mitropolitul Sawa (n. Michał Hrycuniak, n. 15 aprilie 1938, Śniatycze⁠(d), Zamość County⁠(d), Lublin, Polonia) este întâistătătorul Bisericii Ortodoxe Poloneze.

S-a născut la 14 aprilie 1938 în Śniatycze, Voievodatul Lublin. A absolvit Institutul Teologic Ortodox din Varșovia și a obținut ulterior doctoratul în teologie. A fost hirotonit diacon în 1966 și preot în același an. În 1979 a fost ales episcop al Eparhiei de Łódź și Poznań, apoi mutat la Białystok și Gdańsk (1981–1998).
Pe 12 mai 1998 a fost ales Mitropolit al întregii Polonii și instalat în Catedrala Sf. Maria Magdalena din Varșovia.

### Activitate
Este autorul mai multor lucrări teologice și fost profesor universitar. S-a implicat activ în consolidarea relațiilor între Bisericile Ortodoxe și în dialogul ecumenic internațional. Reprezintă o voce importantă în sprijinul autocefaliei și al identității ortodoxiei poloneze.

### Distincții
Ordinul „Sf. Maria Magdalena”, gradul I (Polonia)
Ordinul „Sf. Vladimir” (Biserica Ortodoxă Rusă)
Medalia comemorativă a Patriarhiei Ecumenice

## Galerie

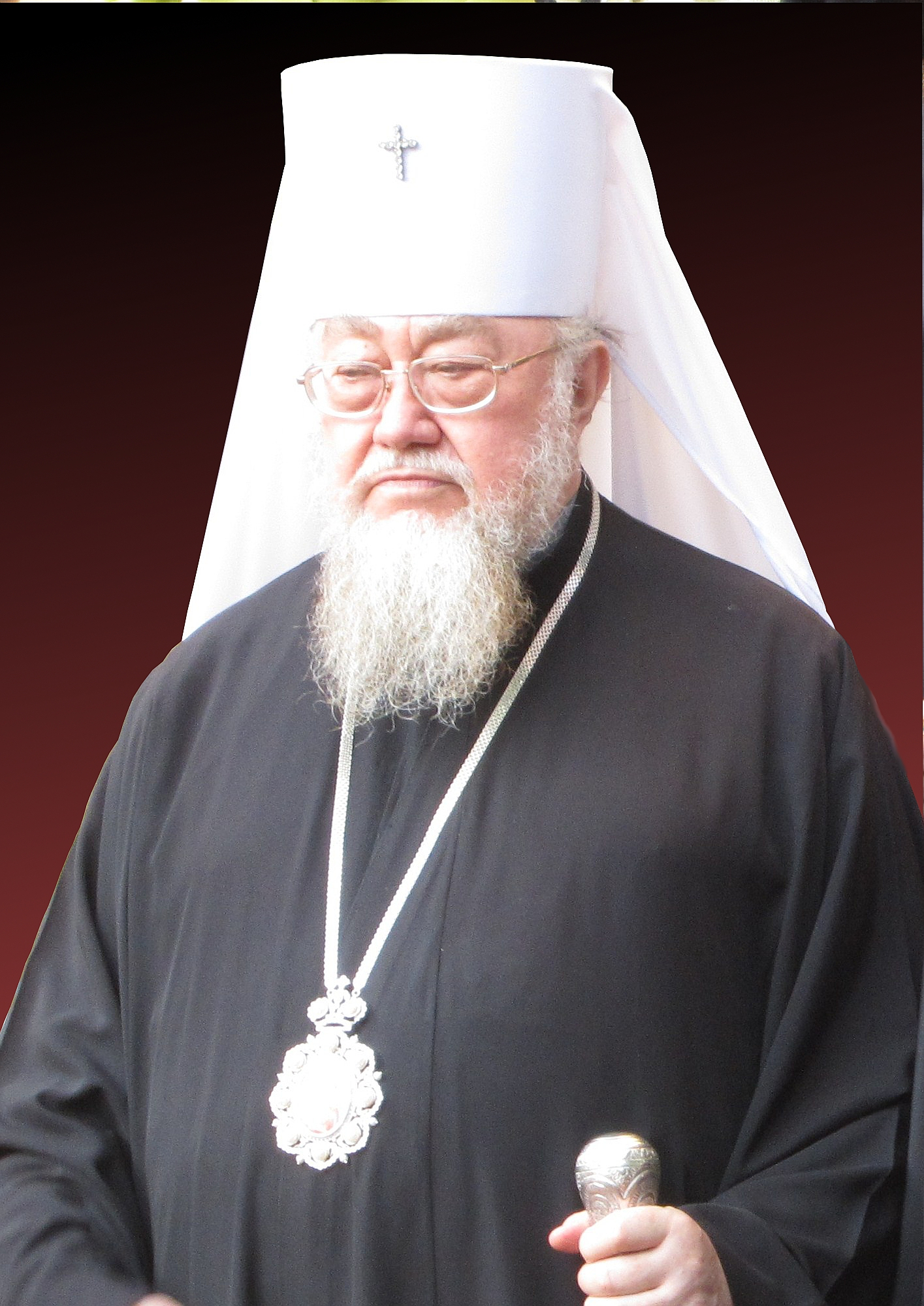
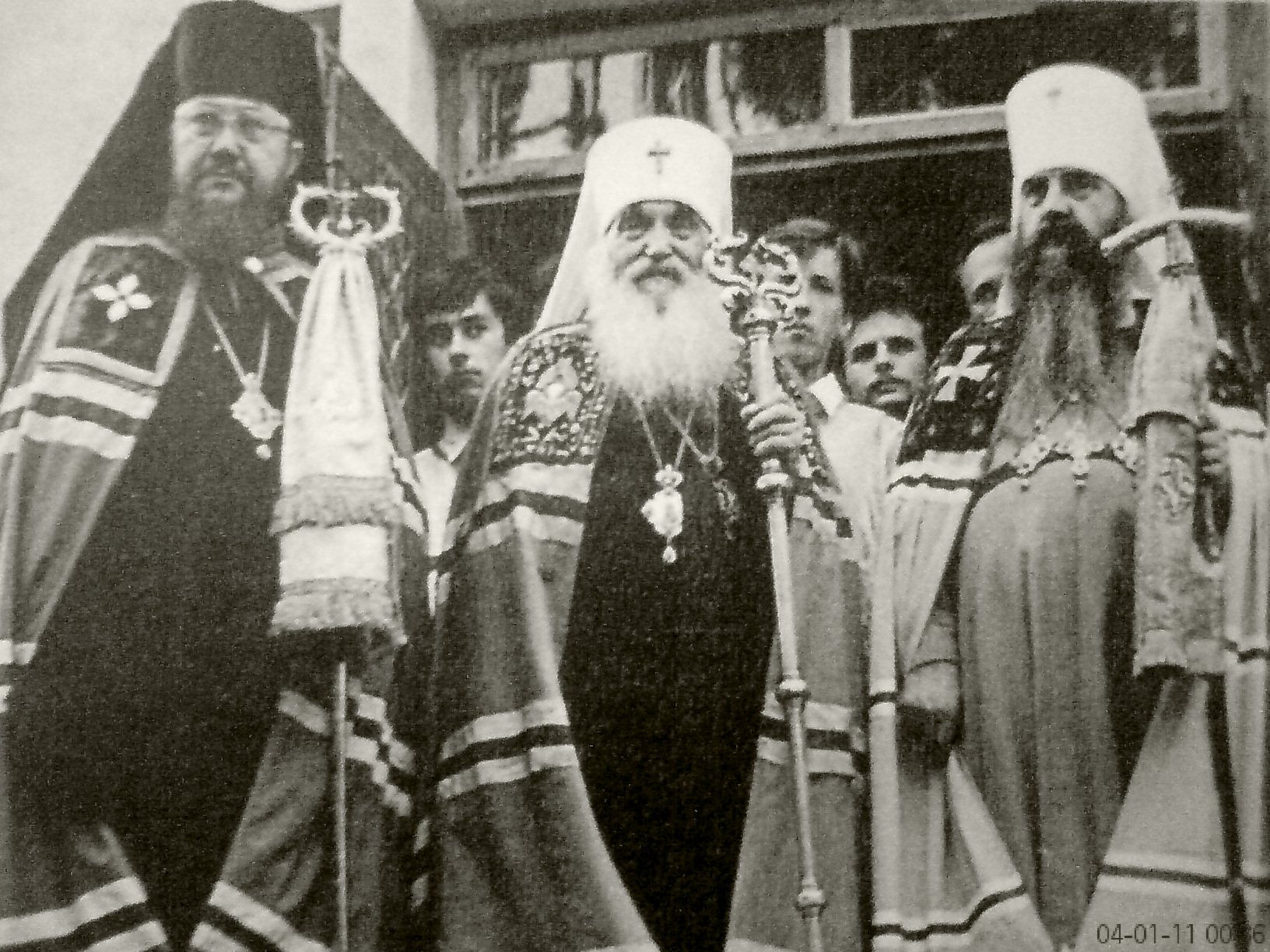
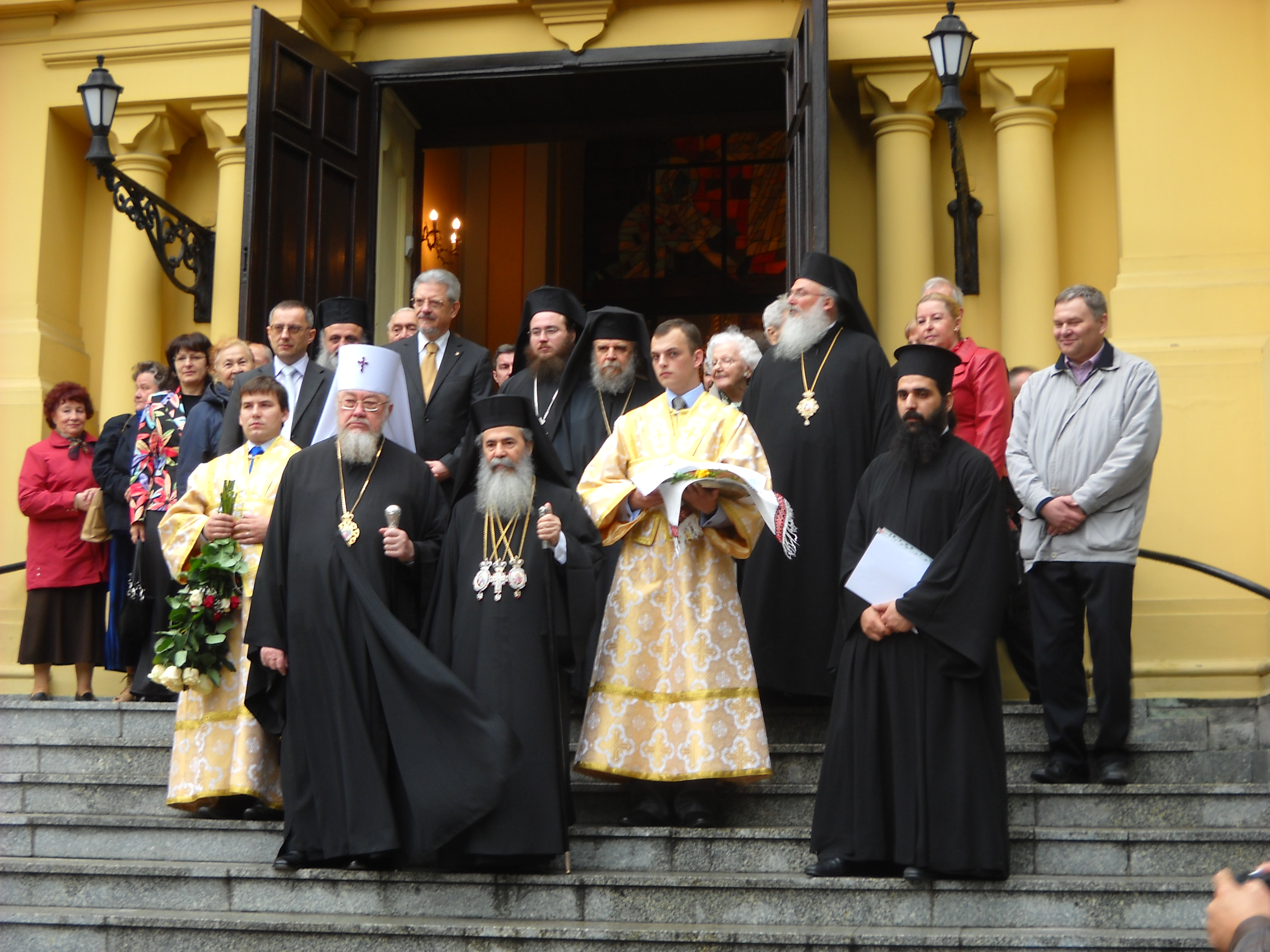
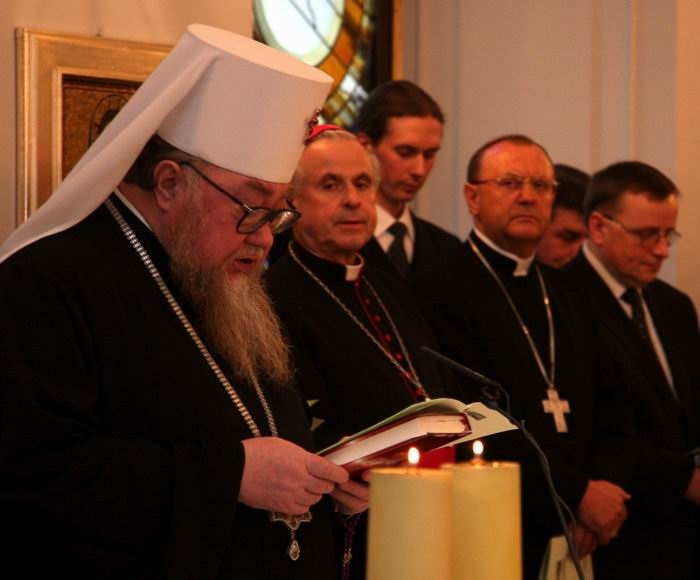
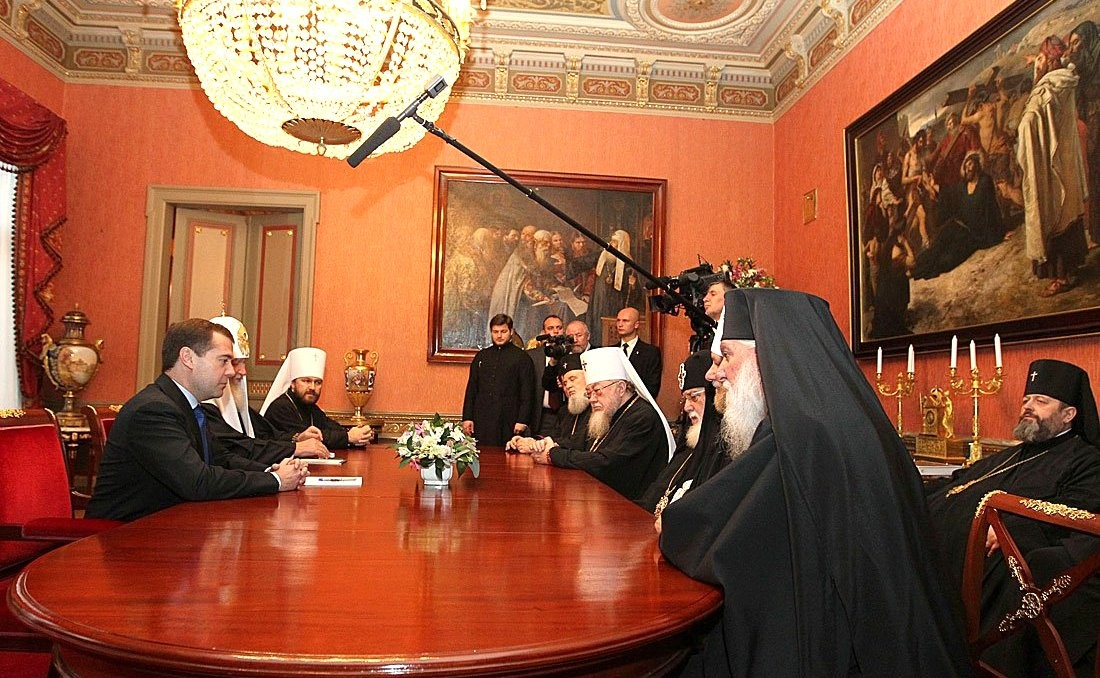
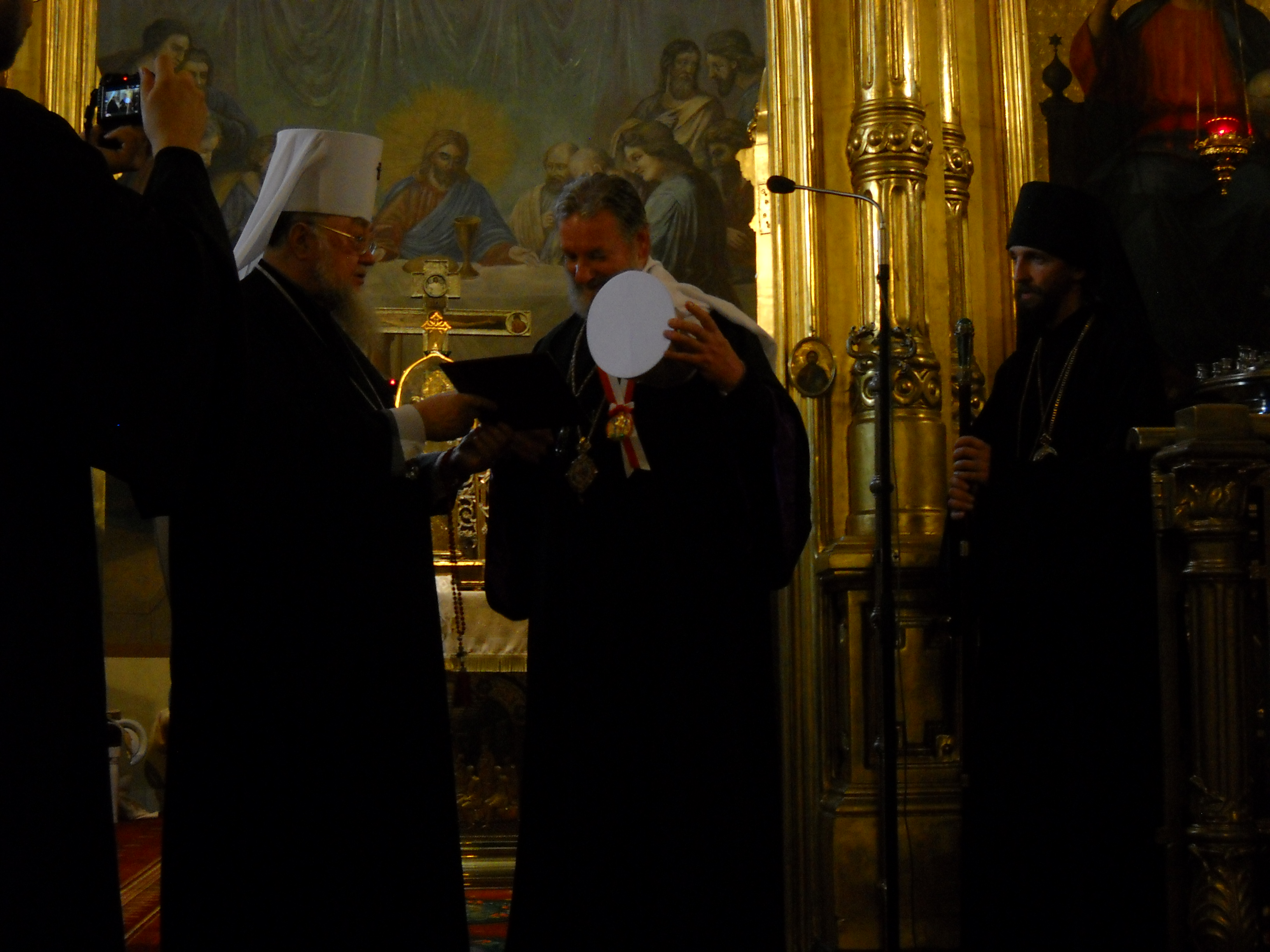
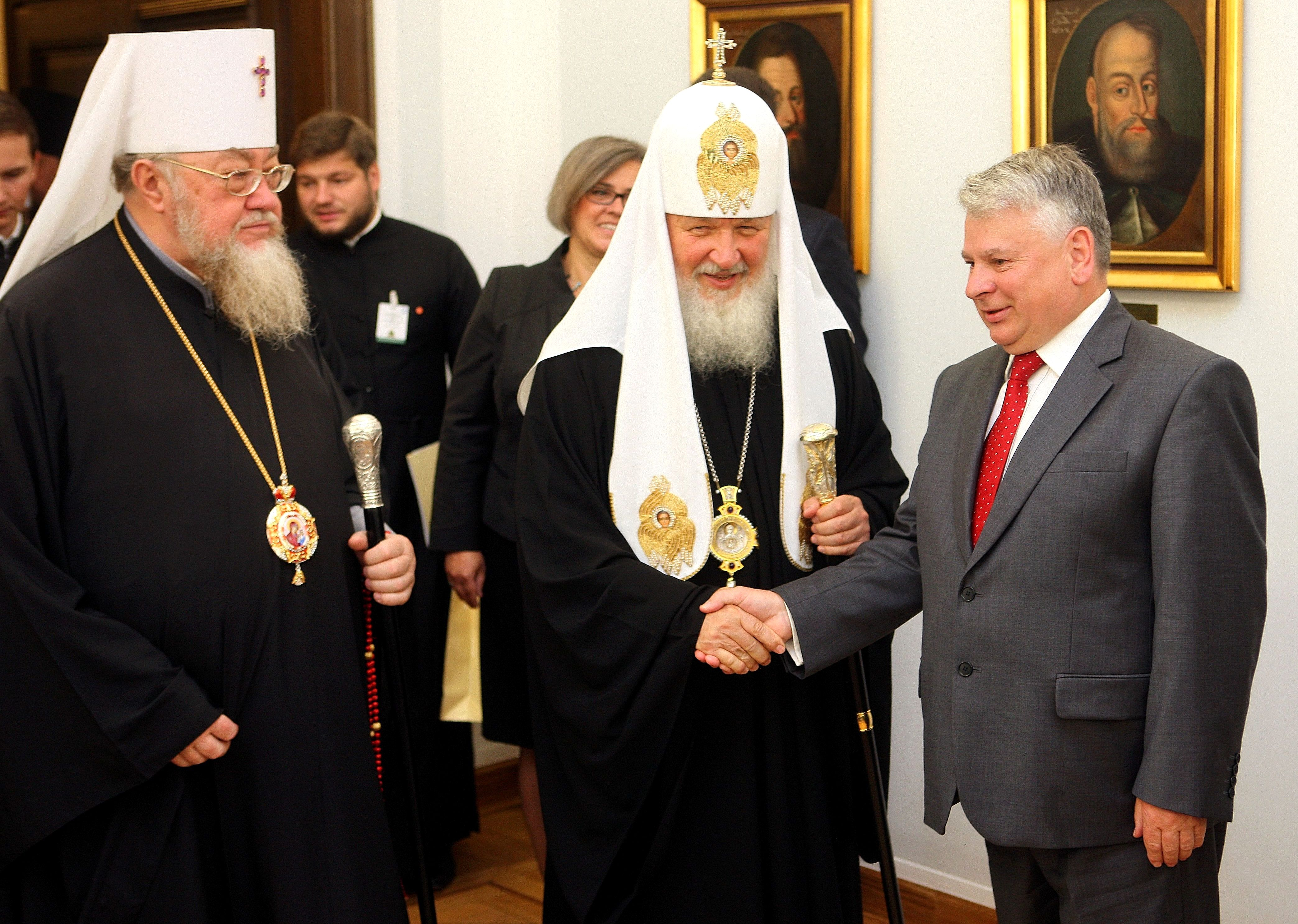
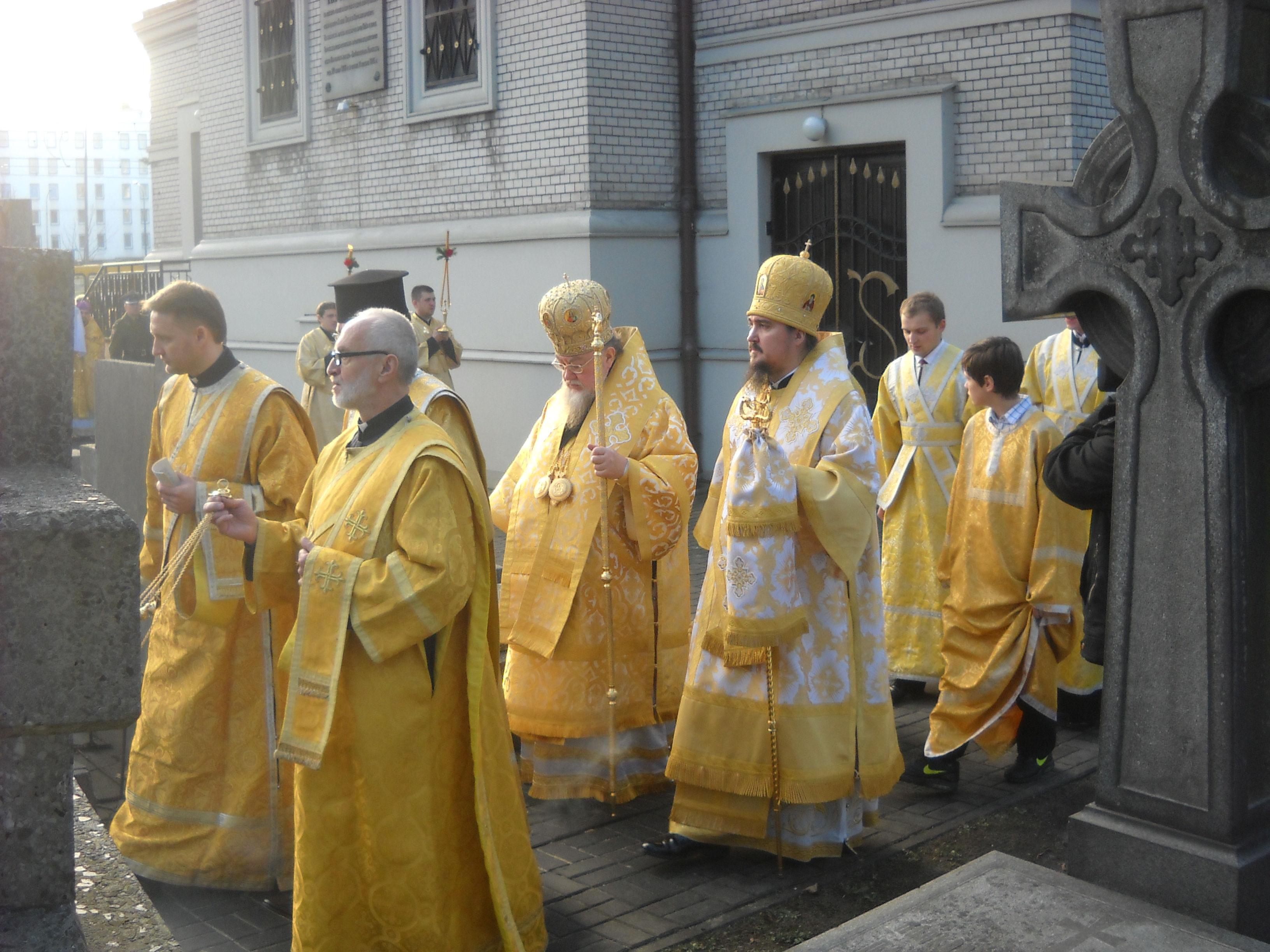
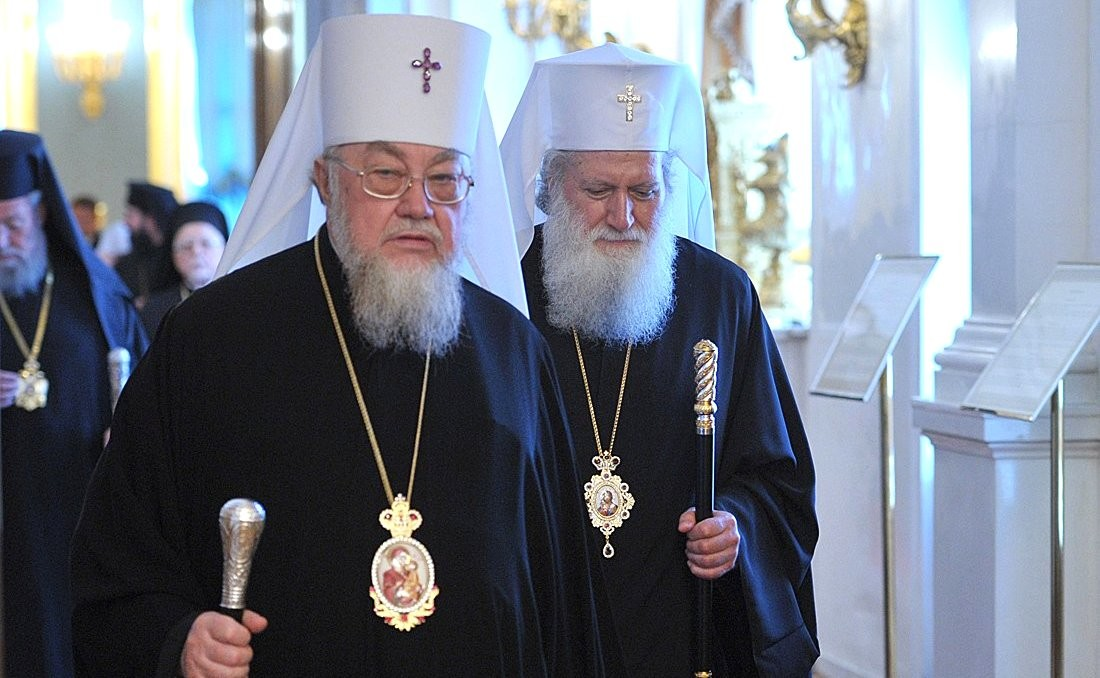
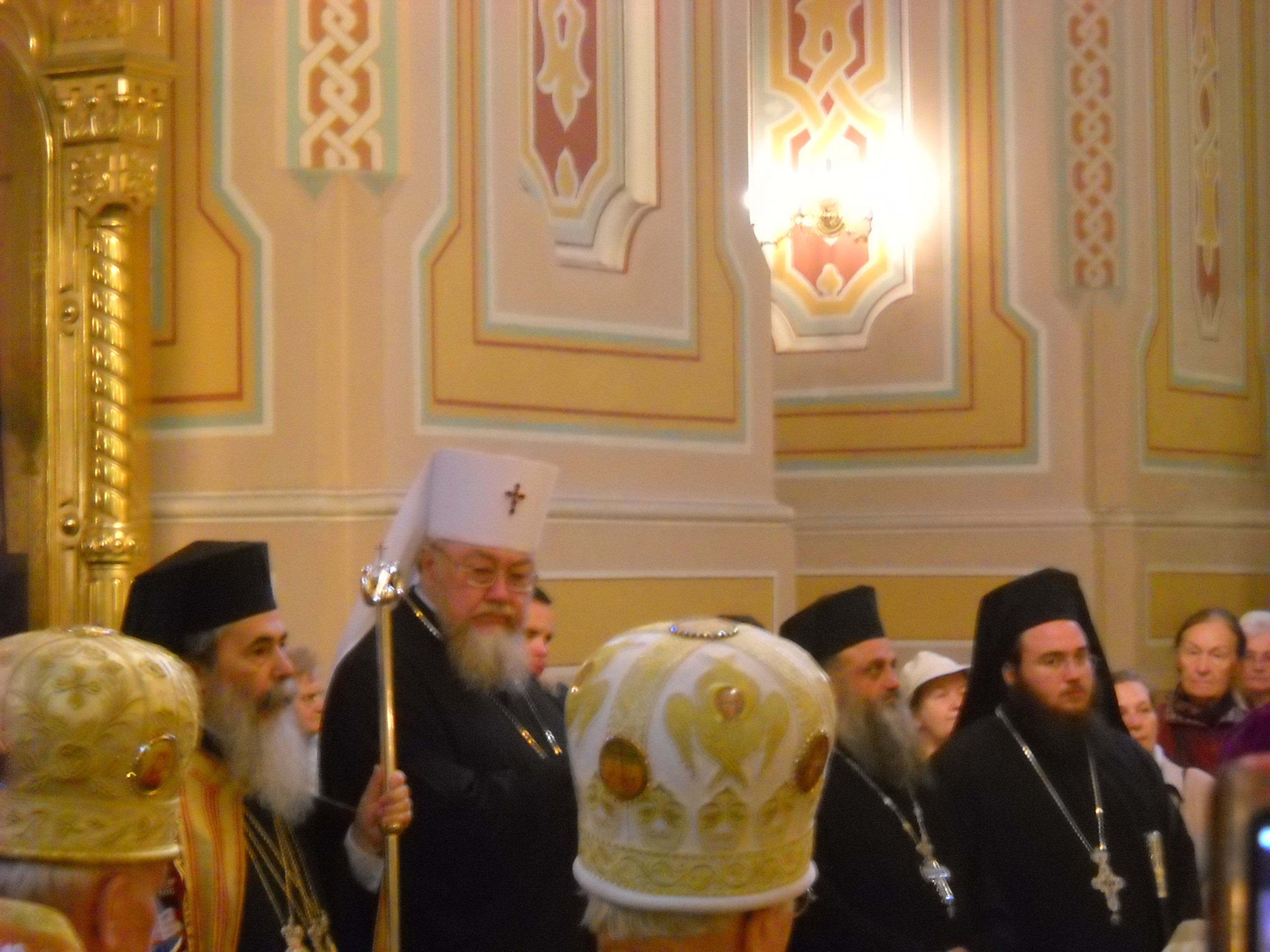